# Hans Weber (calciatore)
Hans Weber (8 settembre 1934 – 10 febbraio 1965) è stato un calciatore svizzero, di ruolo centrocampista.

## Palmarès

### Club

#### Competizioni nazionali
- Coppa Svizzera: 1

Basilea: 1962-1963